# 羅炌
羅炌（？年—？年），字然明，號有持，南直隶徽州府歙县人。明末政治人物。

## 生平
崇祯六年（1633年）癸酉科应天府乡试舉人，崇祯七年（1634年）甲戌科进士，工部观政，本年六月授浙江嘉兴县知县，十四年升禮部儀制司主事，丁憂歸。性格清介，绝意贿赂。当时有“一标清水藏罗炌”之谣。

## 家族
曾祖羅立文，祖罗启愚，父罗逢辰。